# Rudolph Schönheimer
Rudolph Schönheimer (10 de maio de 1898 – 11 de setembro de 1941) foi um bioquímico alemão/americano que desenvolveu a técnica de marcação de biomoléculas por isótopos, possibilitando o estudo detalhado do metabolismo.
Nascido em Berlim, depois de se graduar em medicina na Universidade Friedrich Wilhelm, se aprofundou em química orgânica na Universidade de Leipzig e estudou bioquímica na Universidade de Freiburg.
Em 1933, ele se mudou para a Universidade de Columbia para afiliar-se ao departamento de Química Biológica e trabalhou com David Rittenberg, do laboratório de radioquímica de Harold C. Urey, depois com Konrad Bloch, usando isótopos estáveis para sinalizar alimentos e traçar seu metabolismo dentro de seres vivos.
Ele também descobriu que o colesterol é um fator de risco de ateroesclerose.
Suicidou-se usando cianeto.